# Apennine-bázisalagút
A Apennine-bázisalagút egy 18,507 km hosszúságú vasúti bázisalagút Olaszországban a Bologna–Firenze-vasútvonalon. Az alagút 1934. április 21-én nyílt meg és 35 km-rel rövidítette le az utat a korábbi Pistoia–Bologna-vasútvonalhoz képest. Mikor megnyílt, ez volt a világ második leghosszabb vasúti alagútja és a világ leghosszabb kétvágányos vasúti alagútja. Napjainkban csupán a tizenhatodik.
Az alagút San Benedetto-Castiglione és Vernio-Montepiano-Cantagallo települések között húzódik. Közepén található egy 450 m hosszúságú nem-publikus állomás is, ahol a két vágány között átjárási lehetőség van.

## Merénylet
1984. december 23-án a 904-es számú Naples-Milan Express-en bomba robbant, megölve 17 és megsebesítve 250 embert. A támadás mögött a Cosa Nostra (Szicíliai maffia) állt.
Az Italicus Express-t szintén bombatámadás érte Bologna és Firenze között 1974-ben, ám az nem az alagútban történt.